# Amadou Sanyang
Amadou Sanyang (* 1. August 1991 in Bakau) ist ein gambischer Fußballspieler.

## Karriere
Sanyang wechselte im März 2009  gemeinsam mit seinem Landsmann Emmanuel Gómez zum kanadischen MLS-Klub Toronto FC, zuvor spielte er in der GFA League First Division für Real de Banjul. Wegen seines Alters war Sanyang zu Beginn der MLS-Saison 2009 noch nicht spielberechtigt, sein Ligadebüt gab er an seinem 18. Geburtstag gegen New England Revolution.
Seit Dezember 2010 ist Sanyang ohne Verein und unterschrieb im Juli 2011 bei den Seattle Sounders FC.

### International
Für gambische Nachwuchsnationalmannschaften spielte der Defensivspieler, der in seiner Heimat mit Franco Baresi verglichen wird, bereits in den Altersklassen U-17 und U-20.